# Csikós

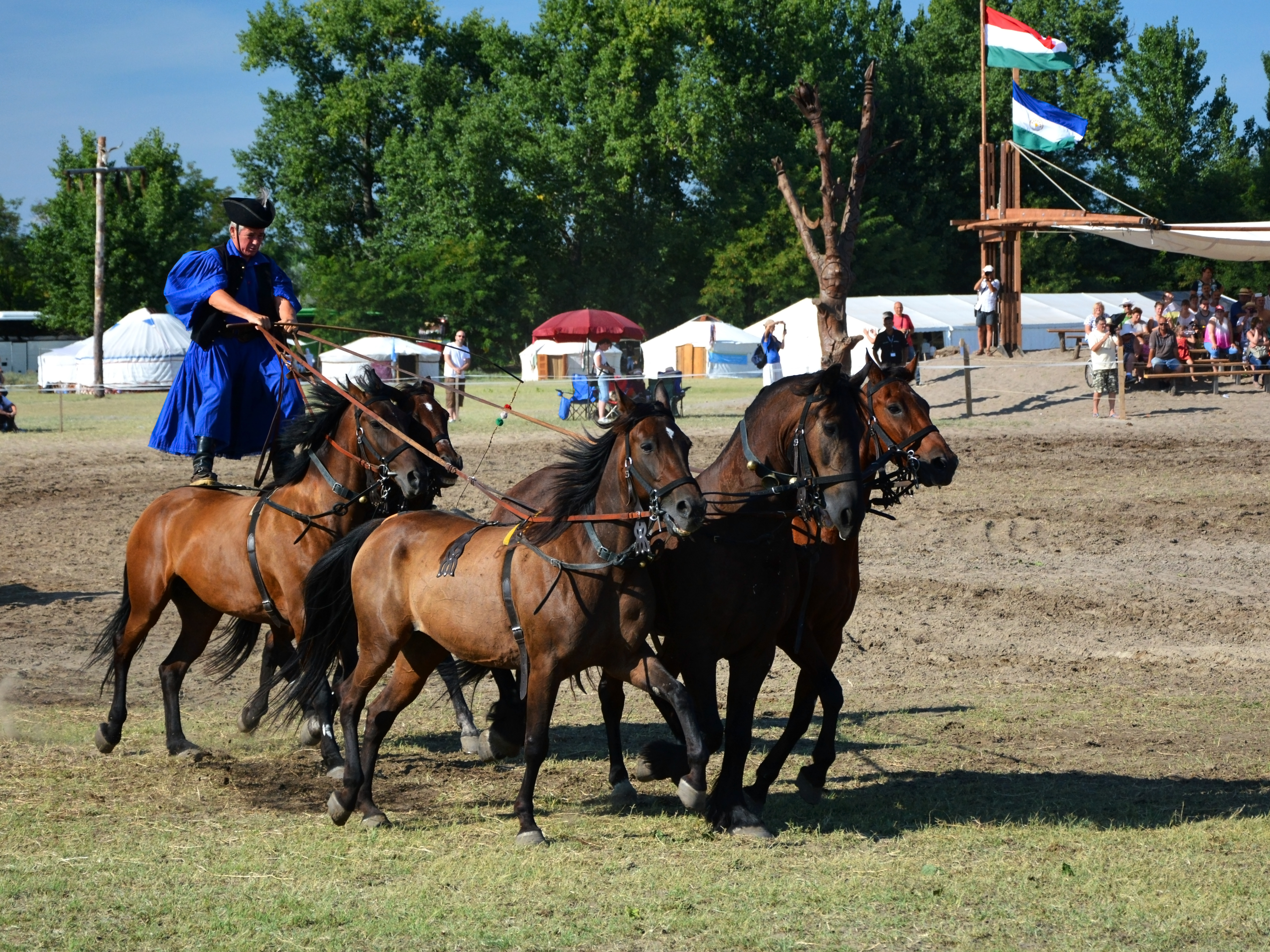
Presentatie van rijkunst: Hongaarse post

Een csikós is een herder te paard op de poesta's van Hongarije. Zij hoeden vooral paarden. Deze herders hoeden hun veestapel op de Hortobágy-poesta, de Bugac-poesta in het Nationaal Park Kiskunság en nabij Bugac. Ze dragen traditionele en folkloristische kledij. Csikós staan bekend om hun bravoure in de omgang met paarden waaronder het Hongaarse ras de Nonius en zij geven hiervan ook demonstraties voor toeristen en paardenliefhebbers.

## Kledij
Op hun hoofd dragen ze grote zwarte hoeden, die bescherming biedt tegen de felstekende zon, want ergens gaan schuilen voor de zon, in de schaduw, is er niet bij. Ondanks de hoge temperatuur dragen de herders dikke pelsmantels (bunda) met daaronder een dunnere jas (szür) en een donkerblauw met vet geïmpregneerd hemd (ing). Deze pelsmantelkleding is vooral met dierlijk vet ingesmeerd, zodat de regen erlangs loopt. Hun dikke zwarte pofbroeken met laarzen zorgen er ook voor, dat de herder, onder zijn kledij droog blijft, ondanks de regen. De herders dragen ook, alleen in de warme zomer, een wit hemd met wijde mouwen en een zwarte mouwloze korte jas met de zwarte hoed, een pofbroek met laarzen.

## Honden
Kleine zwarte honden (pulis) rennen keffend om de nog altijd wild galopperende kudde en zetten onverbiddelijk een jong afgedwaald veulen na, totdat deze terug in de kudde is. Hun honden (kutya) zijn trouw aan hun baas en blijven altijd bij hen.

## Achternaam
Csikós is ook de achternaam van Nederlanders van Hongaarse afkomst, nageslacht van de vluchtelingen na de Hongaarse Opstand van 1956.

## Afbeeldingen

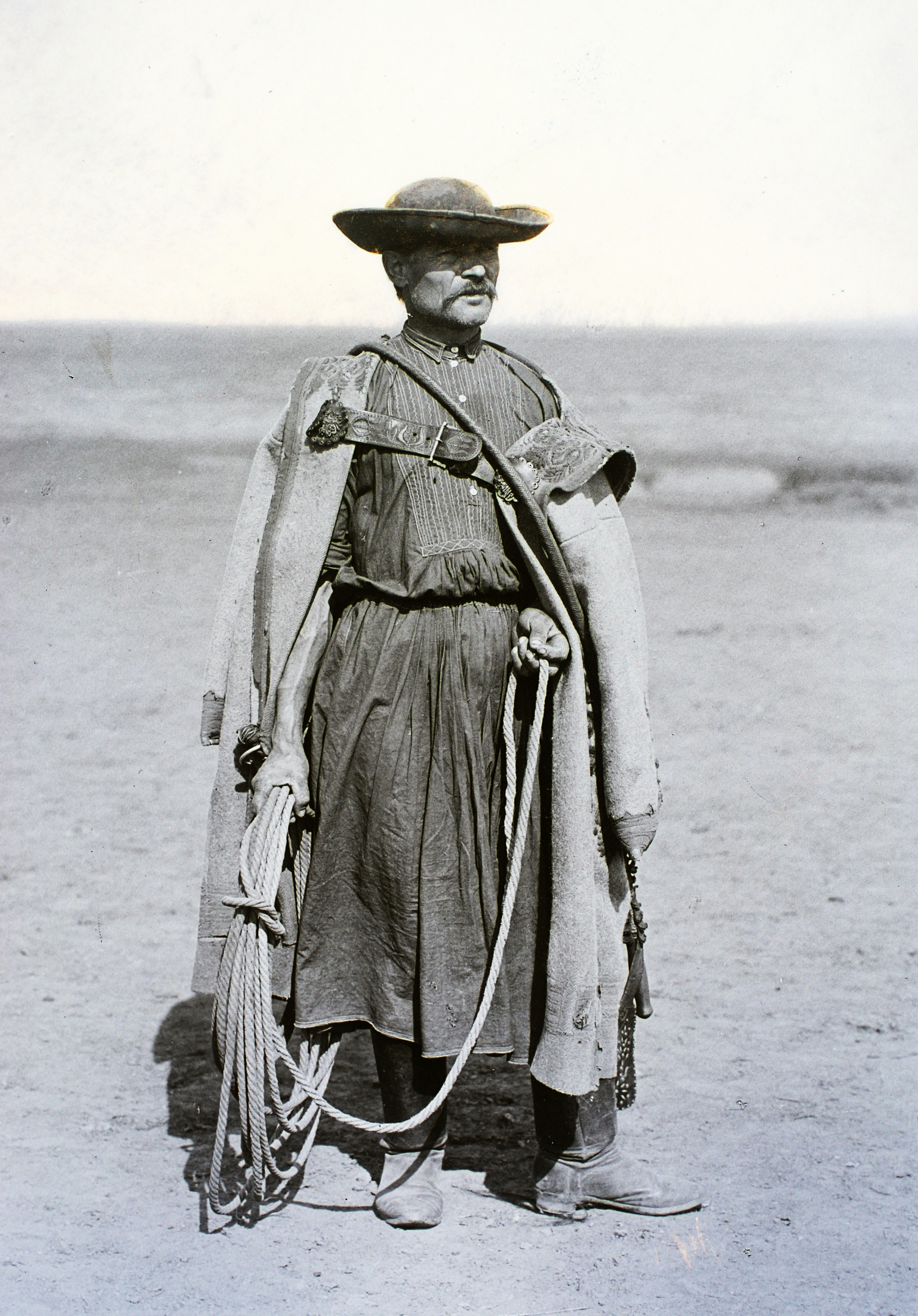
Csikós
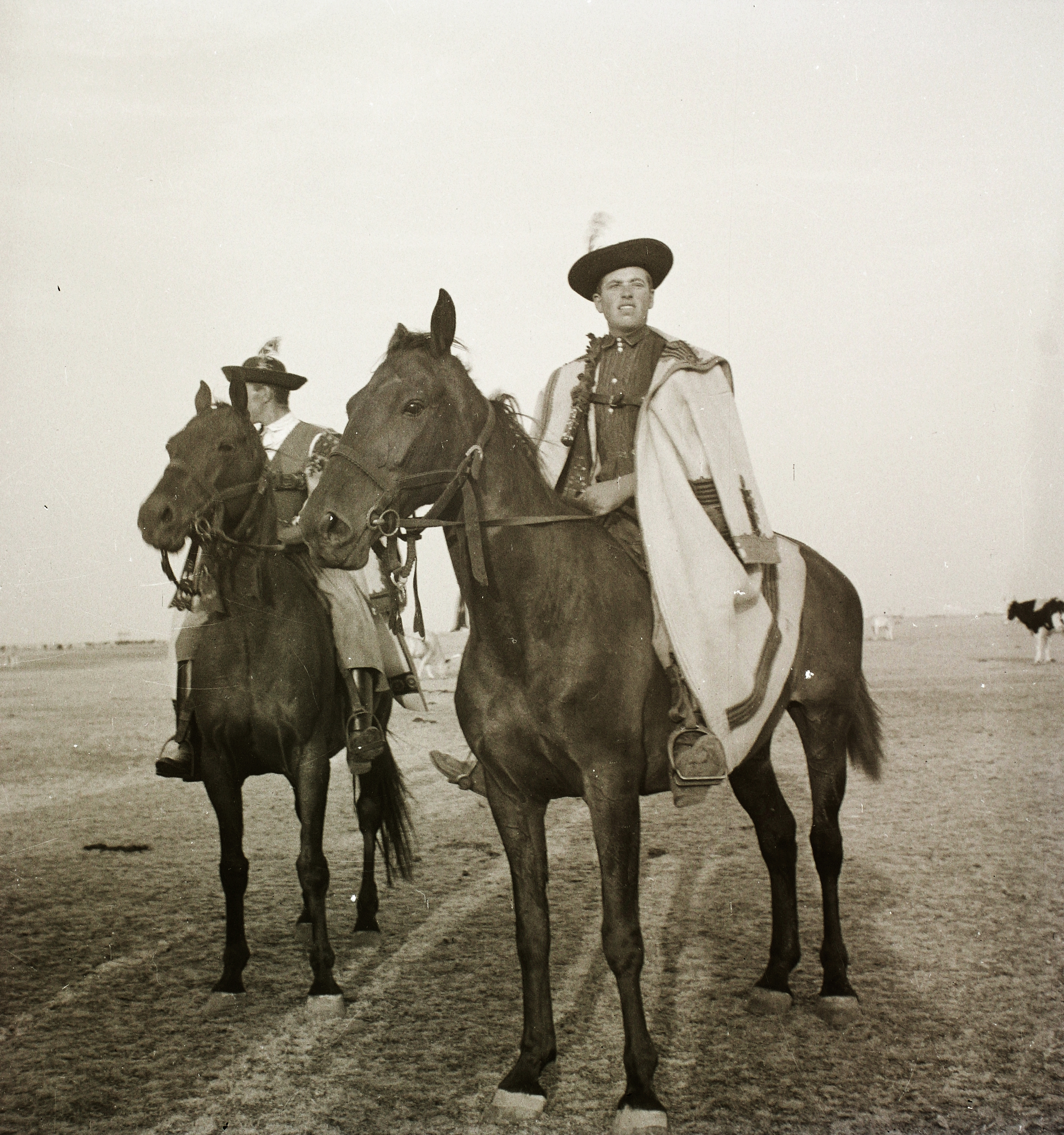
Bereden herders
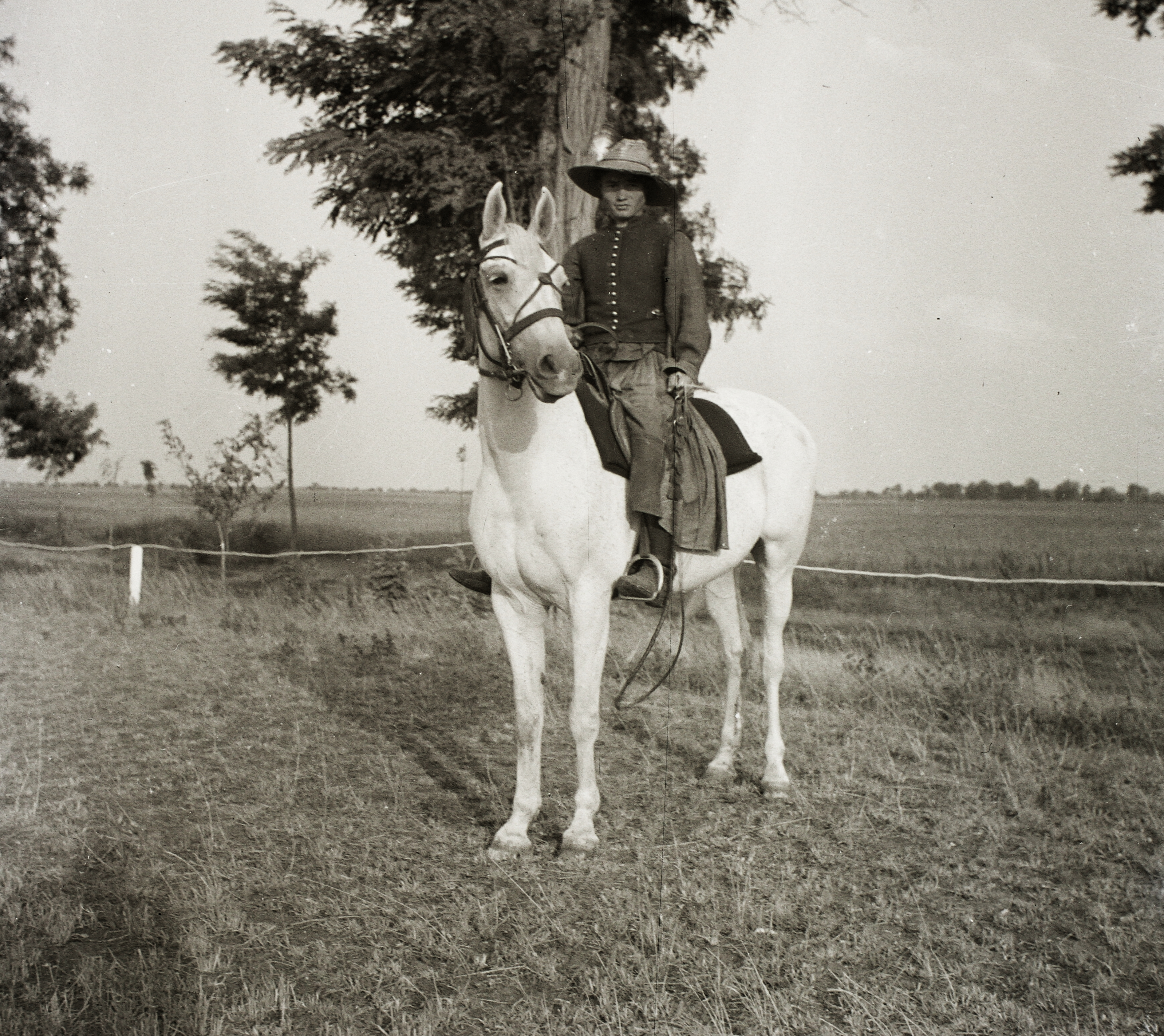
Bereden herder
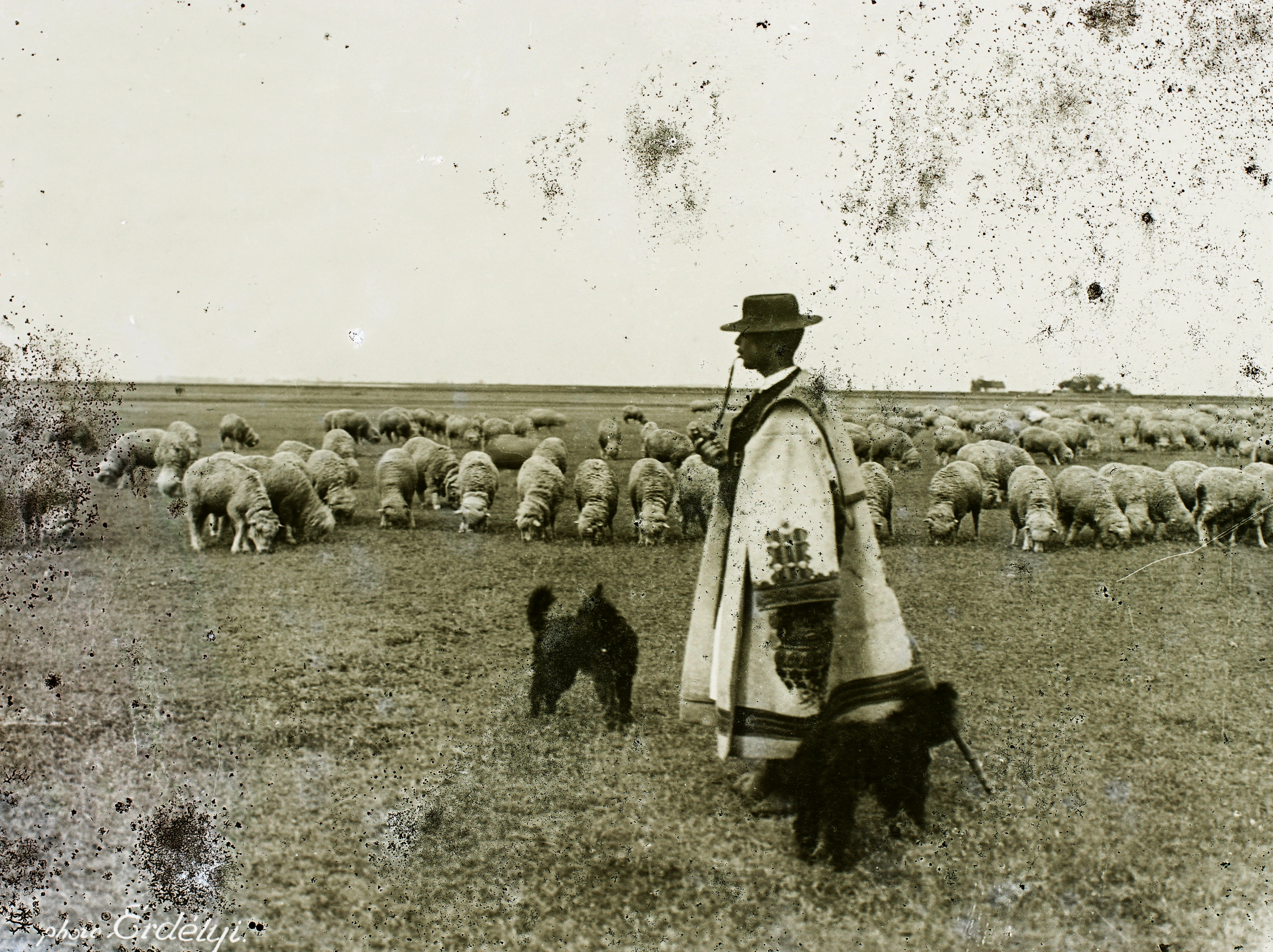
Schaapsherder